# Iphone 6S
Iphone 6S & Iphone 6S Plus, officiellt skrivet iPhone 6s & iPhone 6s Plus, blev vid lanseringen den 9 september 2015 Apple Incs nya flaggskepp i företagets utbud av smartmobiler. Telefonerna presenterades i Bill Graham Civic Auditorium i San Francisco av Apples VD Tim Cook. 
Iphone 6S & Iphone 6S Plus är efterföljare till Iphone 6 & Iphone 6 Plus.